# Pré-verger
Le pré-verger (aussi appelé simplement verger, verger haute-tige ou écoverger) est un type de conduite de verger très ancien. Il permet d'associer l’arbre fruitier de haute tige et la prairie.

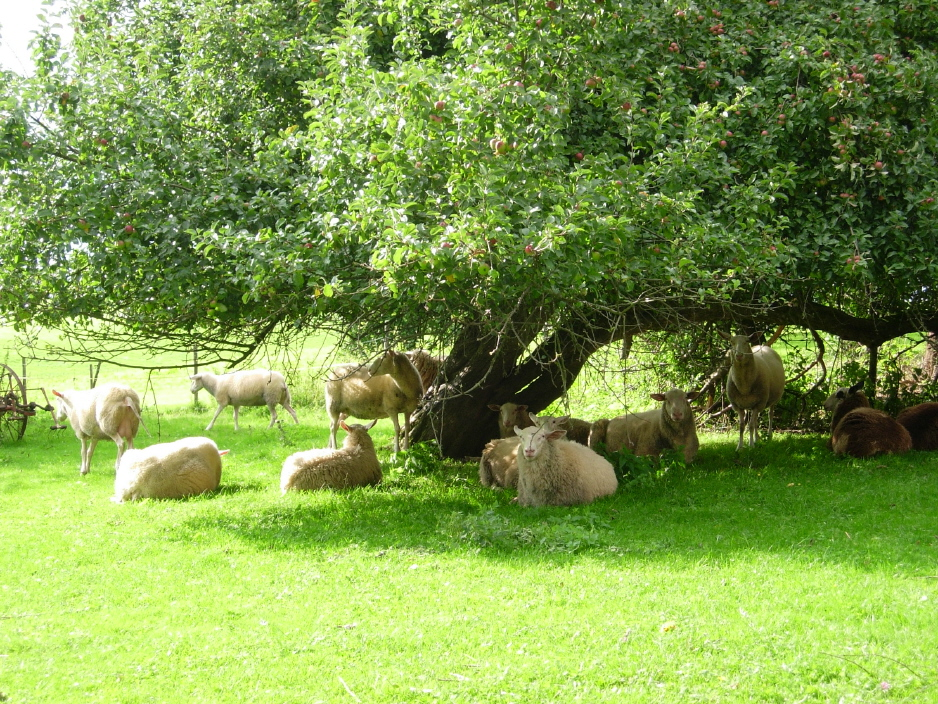
Les moutons bénéficient de l'ombre et du microclimat plus doux entretenus par les arbres, lesquels constituent aussi une ressource complémentaire pour l'agriculteur.

À la différence des vergers intensifiés ou le nombre d'arbres sur porte-greffes nains peut atteindre 3 000 par hectare, la densité des prés-vergers est généralement inférieure à 100 arbres par hectare.
Selon Philippe Pointereau, directeur du pôle agro-environnement de Solagro, « L'animal contrôle l'herbe et mange les fruits véreux. L'arbre lui fait de l'ombrage sans trop gêner la pousse d'herbe ».	
L'inconvénient du pré-verger est que sa rentabilité ne se manifeste qu'après quelques années, les arbres de haute tige étant longs à fructifier (dix ans) ; la récolte des fruits y est, en outre, plus laborieuse que dans les vergers « industriels » basse-tige conçus pour une production intensive. Cependant, selon P. Pointereau, « agriculteurs, retraités, habitants des campagnes sont nombreux à s'y intéresser et à mettre en place des actions collectives pour restaurer, développer et valoriser ce patrimoine ».
En 2018, le pré-verger est classé dans l'agroforesterie.

## Histoire
Très répandu au XIXe siècle, le pré-verger s'est peu à peu raréfié. À la suite de primes incitatives de la politique agricole commune à la fin des années 1960 pour l'abattage des arbres hautes tiges, on a constaté une réduction des surfaces d’au moins 80 % en cinquante ans, dont plus d'un tiers entre 1982 et 1998. Comme les haies, ce type de culture était devenu inadapté aux nouveaux standards agricoles (machines beaucoup plus encombrantes). 

D'un point de vue purement commercial, dans le contexte agroalimentaire de la fin du XXe siècle, il serait plus intéressant de séparer la production fruitière de l'herbe pour le bétail. Du point de vue de la biodiversité, des paysages, des aménités, de la résilience écologique des agrosystèmes, et en matière de bénéfice à moyen et long terme, les études récentes de l'Institut national de la recherche agronomique (INRA) et les conclusions des chambres d'agriculture montrent que l'agrosylviculture, quand elle est bien conduite, présente le bilan le plus positif[réf. nécessaire].
En Belgique, les prés-vergers sont caractéristiques du pays de Herve depuis le XVIIIe siècle. À partir du milieu du XXe siècle, à la suite de la mécanisation de l'agriculture, la plupart de ces vergers traditionnels de pommiers et poiriers en hautes tiges sont reconvertis en pâtures ou replantés de basses tiges en rangs serrés ne permettant plus le pâturage.
En France, on trouvait des prés-vergers nombreux jusqu'à il y a quelques décennies[Quand ?], où poussaient des pommiers, des noyers, des amandiers, des pruniers… Les plus connus sont les pré-vergers bocagers normands (pommiers à cidre haute tige avec pâturage), mais à la fin du XIXe siècle et au début du XXe siècle, la première zone de production de pommes était l'Avesnois. Les premières traces de peupleraies et noyeraies associées à des céréales remontent à l’Antiquité.
On constate un renouveau du sylvopastoralisme et de l'agrosylviculture à la suite d'évaluations conduites par l'INRA dans les années 1980-1990, qui ont montré la rentabilité de l'agrosylviculture (jusqu'à un doublement des revenus à l'hectare après quelques décennies). Les chambres d'agriculture ont publié en 2008 un document encourageant l'agrosylviculture 
.

## État des lieux en Europe
En France, l’enquête TERUTI de 2000 indique que la grande majorité du verger haute tige se trouve en France dans la région de Normandie (5 départements notamment le Calvados) et dans les 2 départements du nord des Pays de la Loire (Mayenne et Sarthe). Près de 43 % de la surface nationale en prés-vergers, elle-même estimée à 151 000 ha, y est
localisée. Par ailleurs, selon le Recensement Agricole de 2000, sur 71 530 exploitations recensées dans les 7 départements des 2 régions Pays de la Loire et Normandie, la moitié possède au moins un arbre de haute-tige, 20 % ont plus de 25 arbres hautes tiges.
En Suisse les pâturages boisés de l'Arc Jurassien sont en recul, bien que jugés « dignes de préservation » en tant qu'écosystème semi-naturel. Ils ont fait l'objet d'un manuel de gestion réalisé à partir de l'étude des plans de gestion de 1700 ha de pâturages boisés suisses, pour aider les acteurs à classer leurs milieux via une typologie simplifiée des pâturages boisés, à évaluer ce patrimoine via des outils de diagnostic. Le guide propose des conseils de gestion et des bases (et exemples) pour produire un plan de gestion intégrée, sans oublier les aspects socio-économiques.
Les services de vulgarisation agricole suisses estiment que les vergers hauts de tige associés à la production de fourrage peuvent être rentables notamment en agriculture bio.

## Renouveau
Depuis quelques années[Quand ?], grâce à la mobilisation des associations pomologiques comme les Croqueurs de pommes, on redécouvre l'intérêt du pré-verger, tant du point de vue de la biodiversité que du patrimoine.
De vieilles variétés, comme la reinette étoilée ou la transparente de Croncels par exemple, connues pour leur résistance aux parasites et maladies diverses, sont remises en culture. La présence en masse de grand gibier oblige à protéger les troncs de broutages d'écorce.
Il est utile d'entourer le pré-verger d'une haie qui sert à la fois de protection des arbres contre le vent et le gel, d'abri pour la biocénose (dont en particulier pour les insectes et oiseaux qui contribueront à éliminer ou réguler les parasites sur les arbres) et de rempart contre les herbicides pouvant être utilisés dans les champs voisins.